# Geranomyia tulumayoensis
Geranomyia tulumayoensis is een tweevleugelige uit de familie steltmuggen (Limoniidae). De soort komt voor in het Neotropisch gebied.